# Abdon Batista
Abdon Batista este un oraș în Santa Catarina (SC), Brazilia.
1. ↑   https://cidades.ibge.gov.br/xtras/perfil.php?codmun=4200051, accesat în 12 decembrie 2017 Lipsește sau este vid: |title= (ajutor)
2. ↑   https://cidades.ibge.gov.br/xtras/perfil.php?codmun=4200051 Lipsește sau este vid: |title= (ajutor)